# Barcelona Ladies Open 2011
Il Barcelona Ladies Open 2011 è stato un torneo femminile di tennis giocato sulla terra rossa. È stata la 5ª edizione del torneo che fa parte della categoria International nell'ambito del WTA Tour 2011. Si è giocato al David Lloyd Club Turó di Barcellona in Spagna dal 25 aprile al 1º maggio 2011.

## Partecipanti

### Teste di serie
| Nazionalità | Giocatrice                 | Classifica WTA * | Testa di serie |
| ----------- | -------------------------- | ---------------- | -------------- |
| Francia     | Marion Bartoli             | 12               | 1              |
| Romania     | Alexandra Dulgheru         | 28               | 2              |
| Bulgaria    | Cvetana Pironkova          | 35               | 3              |
| Russia      | Ekaterina Makarova         | 38               | 4              |
| Italia      | Sara Errani                | 41               | 5              |
| Italia      | Roberta Vinci              | 42               | 6              |
| Rep. Ceca   | Iveta Benešová             | 44               | 7              |
| Spagna      | Lourdes Domínguez Lino     | 45               | 8              |
| Rep. Ceca   | Barbora Záhlavová-Strýcová | 47               | 9              |

* Classifica al 18 aprile 2011.

### Altre partecipanti
Giocatrici che hanno ricevuto una Wild card:
- Marion Bartoli
- Nuria Llagostera Vives
- María-Teresa Torró-Flor

Giocatrici passate dalle qualificazioni:

- Estrella Cabeza Candela
- Chang Kai-chen
- Zuzana Kučová
- Sílvia Soler Espinosa
- Maria Elena Camerin (Lucky loser)
- Jamie Hampton (Lucky loser)

## Vincitrici

### Singolare
Roberta Vinci ha sconfitto in finale  Lucie Hradecká per 4-6, 6-2, 6-2.
- È la prima vittoria dell'anno per Roberta Vinci, la quarta in carriera e la seconda a Barcellona dopo il trionfo nel 2009.

### Doppio
Iveta Benešová /  Barbora Záhlavová-Strýcová hanno sconfitto in finale  Natalie Grandin /  Vladimíra Uhlířová per 5–7, 6–4, [11–9].